# Súrlott Grádics
A Súrlott Grádics egykori marosvásárhelyi vendéglő, egyike a kevés épen megmaradt épületeknek, melyek őrzik a település 19. századi kisvárosi arculatát. Építészetileg kevéssé, viszont magyar kultúrtörténeti szempontból igencsak jelentős. A romániai műemlékek jegyzékében az MS-II-m-B-15523 sorszámon szerepel.

## Leírása
Egyszerű, földszintes, díszítés nélküli épület. A Klastrom utcában (ma Str. Mihai Viteazul) áll, átellenben a Papiu Főgimnáziummal. A reformáció előtt egy apácazárda állt ezen a helyen; erről kapta az utca a nevét.
A dualizmus idején itt működött a Súrlott Grádics vendéglő, a város emblematikus helye, mely híres volt flekkeneiről. Nevét onnan kapta, hogy juharfa deszkából ácsolt lépcsőit (grádicsait) minden nap sárgára súrolták. Hosszú időn keresztül a Katona család vezette. 1915. július 29-én itt vendégeskedett Ady Endre és Boncza Berta, akiket Bernády György polgármester hívott meg. Gyakori vendégei voltak a helikoni közösség tagjai, például Molter Károly, Kemény János, Szántó György.
2011-ben felvetették a lebontását. 2014-ben és 2015-ben szakszerűtlenül, nem hagyományos anyagokkal újították fel. Jelenleg kocsma működik benne.